# Дача Смуровой
Дача Смуровой (также пансион «Москва», пансион Смуровой, пансион «Ольгино»; корпус № 4 санатория «Солнечный») — особняк постройки конца XIX — начала XX века в исторической части Алупки, расположенный на территории санатория «Солнечный» по адресу улица Фрунзе, дом 19. Памятник градостроительства и архитектуры регионального значения.

## Описание
Двухэтажное асимметричное здание, оформленное в неороманском стиле, ломаной конфигурации с выступающими объёмами и ризалитами, увенчанное многоскатной крышей — характерное для южнобережной застройки конца XIX века. Размеры здания 18,8 м на 18,8 м, высота от верха цоколя до верха карниза — 8,5 м, общая площадь 337.9 м². Цоколь выложен из обтёсанных глыб диабаза, с подгонкой, фасады облицованы полигонально сложенным серым гаспринским мраморовидным известняком. В здании три входа: южный на первый этаж, западный у лестницы и с севера на уровне второго этажа. Межэтажные и чердачное перекрытия на деревянных балках у балкона и веранды перекрытия бетонные, внутренняя планировка — коридорная с двухсторонним расположением номеров. Двухмаршевая входная лестница с ажурным металлическим ограждением, сделана из тёсаного мраморовидного известняка. Козырьки и балкон оформлены ажурной художественной ковкой, сохранившиеся исторические двери и деревянные оконные рамы, веранда с цветными витражами.

## История
Здание было построено в 1888 году (по другим данным в 1882 году), а в 1889 году Анной Петровной Погодиной (невесткой историка и путешественника М. П. Погодина) был открыт пансион «Москва». В брошюре П. Черняева «Алупка (лечебная местность близ Ялты). Краткий практический указатель для приезжающих» для проживания рекомендовалось несколько дач, особо выделяя пансион А. П. Погодиной, как «лучшее здание Алупки». На вилле имелось двенадцать меблированных комнат, были установлены стабильные цены на проживание — летом от 55 до 100 рублей в месяц с зимней скидкой в две трети летней цены. Указывалось на наличие канализации, отдельные прачечную и кухню. В пансионе имелись общий зал, столовая, пианино и «кабинетная музыкальная машина». А в путеводителе Н. А. Головкинского 1894 года «Москва» упоминается, как одна из имевшихся двух гостиниц Алупки. Цена 55—100 рублей в месяц была несколько выше, чем в среднем по Южному берегу — Алупка считалась дорогим аристократическим курортом. Елена Александровна Бекман-Щербина, выдающаяся русская пианистка, в своих воспоминаниях за 1898 год писала о пансионе
…в Алупке. Мы сняли три комнаты в большой даче, принадлежавшей Анне Петровне Погодиной-Воронец. Внизу стоял павильон, где была открыта столовая Белялом Ибраимовым. …В столовой Ибраимова стоял старый плохой рояль, на котором я, за неимением другого, стала заниматься по утрам с разрешения хозяина… В лунные ночи мы устраивали на «львиной террасе» концерты. Концерты проходили только при лунном освещении, и лишь около пианино горели две свечи, но и те закрывались от слушателей особыми абажурами.

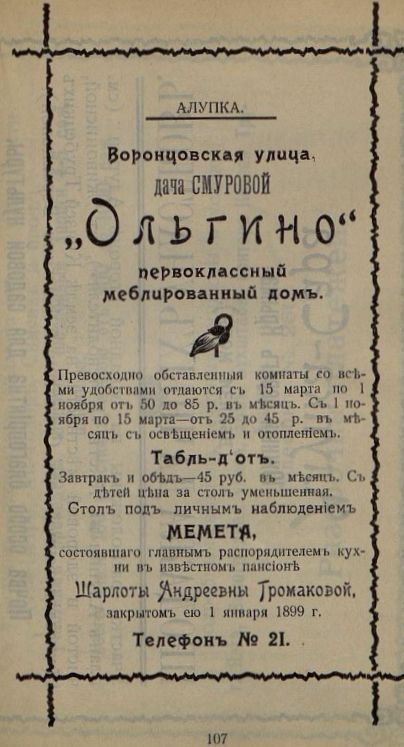
Реклама пансиона «Ольгино» Смуровой в Алупке. Из путеводителя Москвича 1905 г.

В 1898 году пансион был куплен Ольгой Николаевной Смуровой, женой петербургского купца I гильдии Сергея Александровича Смурова, владельца магазина бакалейных и колониальных товаром на углу Большой Морской и Гороховой улиц, известного в Петербурге общественного деятеля и благотворителя, церковного старосты Исаакиевского собора. Новая хозяйка дала пансион своё имя — «Ольгино», но, судя по многочисленным отзывам у курорта сохранили прежний высокий уровень обслуживания. В начале XX века ни одно издание о Южном береге Крыма не обходилось без упоминания пансиона (например, в «Путеводителе по Крыму» А. Я. Безчинского 1905 года, в путеводителе Бумбера 1914 года и проч.). В путеводителе Г. Г. Москвича 1901 года — более подробно
Пансион Смуровой «Ольгино», на Воронцовской ул., близ парка. Все удобства, всё необходимое. С марта по ноябрь комнаты от 50 р., зимой — от 25 р. Обед и завтрак 45 р.; имеется телефон
Писатель, композитор и художник Илья Тюменев (ещё и троюродный брат Ольги Николаевны Смуровой) в 1905 году оставил художественную заметку о пансионе
Самым изящным и комфортабельным… является пансион «Ольгино», принадлежащий г-же Смуровой.
— Я к Смуровой, как к себе домой, еду, — рассказывал один москвич у Девичинского (державшего библиотеку в Алупке) — Кормят на убой, комната чистая, балкон прямо на море, сад большущий, звонки электрические и церковь близко
Когда владелица оставила пансион, пока не установлено. Известно, что Смуровы после революции эмигрировали и скончались в Париже.

## После революции
После окончательного установления советской власти в Крыму 17 ноября 1920 года, 16 декабря того же года приказом председателя Революционного комитета Крыма были изъяты «из частного владения как разных ведомств, так и частных лиц все имения Южного берега Крыма в районе от Судака до Севастополя включительно». Пансион Смуровой, как и многие алупкинские, включили в состав санатория Цустраха (позже — здравница ВЦСПС, санаторий «Москва», санаторий им. Дзержинского). В санатории в 1920—1921 годах от тяжелейшей язвы желудка лечился Михаил Васильевич Фрунзе, в память о чём в довоенное время у южного входа был установлен бюст военачальника, убранный в 1992 году. В середине 1960-х годов стала корпусом № 4 санатория «Солнечный». В последние годы в корпусе было 10 3-4-х местных номеров с удобствами на этаже. В 2017 года реализация путёвок была приостановлена и, в январе 2018 года, санаторий прекратил свою деятельность, по непроверенным данным здание, находящееся в очень запущенном состоянии, передаётся частному владельцу.
Постановлением Совета министров Республики Крым № 627 от 20 декабря 2016 года зданию присвоен статус объекта культурного наследия России регионального значения. В апреле 2023 года санаторий был национализирован, а в марте 2024 года выставлен на торги за 260 миллионов рублей, но на участие в аукционе не было подано ни одной заявки и продажа не состоялась.